# Čistec (Přestavlky u Čerčan)
Čistec je malá vesnice, část obce Přestavlky u Čerčan v okrese Benešov. Nachází se asi 1,5 km na jih od Přestavlk u Čerčan. V roce 2018 zde bylo evidováno 20 adres. Čistec leží v katastrálním území Přestavlky u Čerčan o výměře 6,48 km².

## Historie
První písemná zmínka o vesnici pochází z roku 1844.